# Division légère de cavalerie
Pour les articles homonymes, voir DLC et Division (militaire).
Une division légère de cavalerie (DLC) est un type d'unité militaire de l'armée française de 1940. Il s'agit d'unités mixtes cavalerie à cheval et cavalerie mécanique. Quatre unités ont été transformées début 1940 : la 1re, la 2e, la 3e, la 4e, la 5e et la 6e division légère de cavalerie.
Tandis que la 6e DLC stationne en défense de l'Algérie, les 1re à 5e DLC sont engagées lors de la bataille de France en mai-juin 1940. Dans en Ardenne, elles se révèlent peu adaptées à la guerre rapide imposée par les blindés allemands. Les 1re et 4e DLC sont transformées début juin en divisions légères mécaniques tandis que les trois autres DLC combattent jusqu'à leur capture (2e et la 5e DLC) ou l'arrêt des combats (3e DLC).

## Création
En février 1940, le commandement français, suivant ce qu'il a décidé en novembre 1939, procède à la transformation des trois divisions de cavalerie (DC) en cinq divisions légères de cavalerie (DLC) pour réaliser une action de retardement en Ardenne,. Ce changement n'apporte pas plus de puissance à l'ensemble mais plus de souplesse. Ces nouvelles divisions comportent une brigade de cavalerie (BC) avec deux régiments hippomobiles (5e et 11e cuirassiers, 6e, 8e, 19e et 31e dragons, 1er, 12e et 18e chasseurs à cheval, et 4e hussards) totalisant 2 000 cavaliers et 8 canons antichars, une brigade légère motorisée (BLM) réunissant un régiment d'automitrailleuses (1er, 2e, 3e, 4e et 5e RAM) et un régiment de dragons portés (2e, 3e, 5e, 14e et 15e RDP), et un régiment d'artillerie tractée constituant l'artillerie divisionnaire (72e, 73e, 75e, 77e et 78e RADC). Ce régiment d'artillerie doit recevoir un groupe de 75 modèle 97 tracté tous terrains et un de 105 C modèle 35 (12 pièces par groupe). Le régiment d'automitrailleuses est constitué d'un escadron d'automitrailleuses de découverte (douze AMD 178), d'un escadron d'automitrailleuses de combat (douze H35) et de deux escadrons motocyclistes. Le régiment de dragons portés comporte deux bataillons, chacun ayant un escadron de fusiliers voltigeurs portés, un escadron de mitrailleuses et d'engins et un escadron mixte, ce dernier ayant deux pelotons d'automitrailleuses de reconnaissance et deux pelotons motocyclistes.
Cette organisation mixte avec une brigade à cheval et une brigade montée les fait surnommer « divisions pétrole-picotin ».

## Engagement
Les divisions légères de cavalerie doivent être engagées en Ardenne avec des groupes de reconnaissances de division d'infanterie (GRDI) et de corps d'armée (GRCA) pour retarder l'avance allemande dans cette région.
Lors de l'attaque allemande lancée le 10 mai 1940, elle entre dans le massif mais subissent de plein fouet l'attaque des Panzerdivisionen à travers les Ardennes et ne peuvent faire face la puissance des blindés allemands. Les 1re et 4e DLC se replient avec les restes de la 9e armée. Les 2e et 5e DLC couvrent le flanc de la 2e armée qui établit un front sur l'Aisne, au sud de la percée allemande dirigée vers l'Ouest puis sont envoyées sur le front de la Somme, couvrant notamment les flancs de la contre-attaque sur Abbeville. La 3e DLC, retirée rapidement des Ardennes, est envoyée en Champagne et combat dans le secteur de la contre-attaque de la 4e DCr à Montcornet avant de rejoindre la Somme.
L'état-major considère d'abord la reconstitution d'une 4e DLC entièrement motorisée puis décide de transformer les DLC en division légères mécaniques de format réduit. Seules la 4e et la 1re seront finalement concernées et deviendront respectivement la 7e et la 4e DLM.
Les trois DLC sur le front de la Somme font face à partir du 5 juin 1940 à la relance de l'attaque allemande (Fall Rot). La 2e et la 5e DLC sont encerclées à Saint-Valery-en-Caux et se rendent le 12 juin. La 3e DLC parvient de son côté à se replier et combat avec la 10e armée qui se replie vers la Loire, jusqu'à l'Armistice.
La 6e DLC, stationnée en Algérie, ne sera pas engagée au combat.